# Kopfschuss
Kopfschuss (с нем. — «Выстрел в голову») — второй студийный альбом немецкого коллектива Megaherz, выпущенный 12 июля 1998 года, спустя год после релиза первого альбома.

## Об альбоме
Kopfschuss заслужил ещё большую популярность после Wer bist du?. Песня «Freiflug» (Свободный полет) стала хитом в творчестве группы, на неё был снят клип. Композиции «Miststück», «Herz aus Stein» и «Kopfschuss» стали также популярны в молодёжных клубах.
В США альбом был переиздан под названием Megaherz II/Two/Zwei
В альбоме Zombieland(2014) сделан ремейк на песню "Herz Aus Stein".

## Список композиций
| №   | Название                                                                                                | Длительность |
| --- | --- | ------------ |
| 1.  | «Liebestöter» (Убийца любви)                                                                            | 4:51         |
| 2.  | «Kopfschuss» (Выстрел в голову)                                                                         | 4:20         |
| 3.  | «Herz aus Stein» (Каменное сердце)                                                                      | 4:04         |
| 4.  | «Miststück» (Сука)                                                                                      | 3:30         |
| 5.  | «Burn» (Гори)                                                                                           | 1:37         |
| 6.  | «Rappunzel» (Рапунцель)                                                                                 | 3:59         |
| 7.  | «Blender» (Обманщик)                                                                                    | 4:19         |
| 8.  | «Jordan» (Иордания)                                                                                     | 3:40         |
| 9.  | «Freiflug» (Свободный полёт)                                                                            | 4:58         |
| 10. | «Meine Sünde» (Мой грех)                                                                                | 3:39         |
| 11. | «Teufel» (Дьявол)                                                                                       | 5:01         |
| 12. | «Schizophren» (Шизофреник)                                                                              | 3:35         |
| 13. | «Rock Me Amadeus» (Раскачай меня, Амадей)                                                               | 3:27         |
| 14. | «Liebestöter (Rock-Club version)» (Убийца любви (рок-клуб-версия) (присутствует в специальном издании)) | 4:37         |